# Lonchorhina fernandezi
Lonchorhina fernandezi is een zoogdier uit de familie van de bladneusvleermuizen van de Nieuwe Wereld (Phyllostomidae). De wetenschappelijke naam van de soort werd voor het eerst geldig gepubliceerd door Ochoa & Ibanez in 1982.

## Voorkomen
De soort komt voor in het zuiden van Venezuela.